# Johannes G. Pankau
Johannes G. Pankau (* 15. Mai 1946 in Unna) ist ein deutscher Germanist.

## Leben
Pankau studierte Germanistik, Anglistik, Philosophie und Psychologie in Münster, Freiburg im Breisgau und Berlin. Nach der Promotion 1982 an der Universität Freiburg im Breisgau im Fach Germanistik war er von 1983 bis 1987 Assistant Professor an der University of Waterloo. Seit 1987 lehrte er an der Universität Oldenburg. Nach der Habilitation 1993 in Neuerer Deutscher Literaturwissenschaft war er außerplanmäßiger Professor.
Seine Forschungsschwerpunkte sind Kultur und Literatur des Fin de Siècle, Romantik, Rhetorik, Exil- und Gegenwartsliteratur sowie Medientheorie.

## Schriften (Auswahl)
- Wege zurück. Zur Entwicklungsgeschichte restaurativen Denkens im Kaiserreich. Eine Untersuchung kulturkritischer und deutschkundlicher Ideologiebildung. Frankfurt am Main 1983, ISBN 3-8204-7663-6.
- Unendliche Rede. Zur Formulierung des Rhetorischen in der deutschen Romantik. Oldenburg 1990, ISBN 3-8142-1035-2.
- Schwierige Rückkehr. Exil und Nachkriegsliteratur 1945–1950. Oldenburg 1995, ISBN 3-8142-0512-X.
- Sexualität und Modernität. Studien zum deutschen Drama des Fin de Siècle. Würzburg 2005, ISBN 3-8260-2356-0.